# Gasamunhak-myeon
Gasamunhak-myeon (koreanska: 가사문학면) är en socken i Sydkorea. Den ligger i kommunen Damyang-gun i provinsen Södra Jeolla, i den södra delen av landet, 265 km söder om huvudstaden Seoul.
Den 17 februari 2019 bytte den namn från Nam-myeon (남면) till det nuvarande.